# Neolitsea alongensis
Neolitsea alongensis är en lagerväxtart som beskrevs av Paul Lecomte. Neolitsea alongensis ingår i släktet Neolitsea och familjen lagerväxter. Inga underarter finns listade i Catalogue of Life.